# Narodowy Park Morski Fathom Five
Narodowy Park Morski Fathom Five (ang. Fathom Five National Marine Park; fr. Parc marin national Fathom Five) – park narodowy w kanadyjskiej prowincji Ontario. Jest pierwszym „morskim” parkiem narodowym Kanady. Powierzchnia: 112 km².

## Położenie
Leży w rejonie północnego cypla Półwyspu Bruce’a. Obejmuje fragment akwenu jeziora Huron (a właściwie w większości Zatoki Georgian) o kształcie zbliżonym do trójkąta, wraz z leżącymi na nim wyspami, a także niewielki wycinek lądu stałego, leżący na najbardziej na północ wysuniętej części Półwyspu Bruce’a (tzw. Fathom Five Land Base).

## Charakterystyka

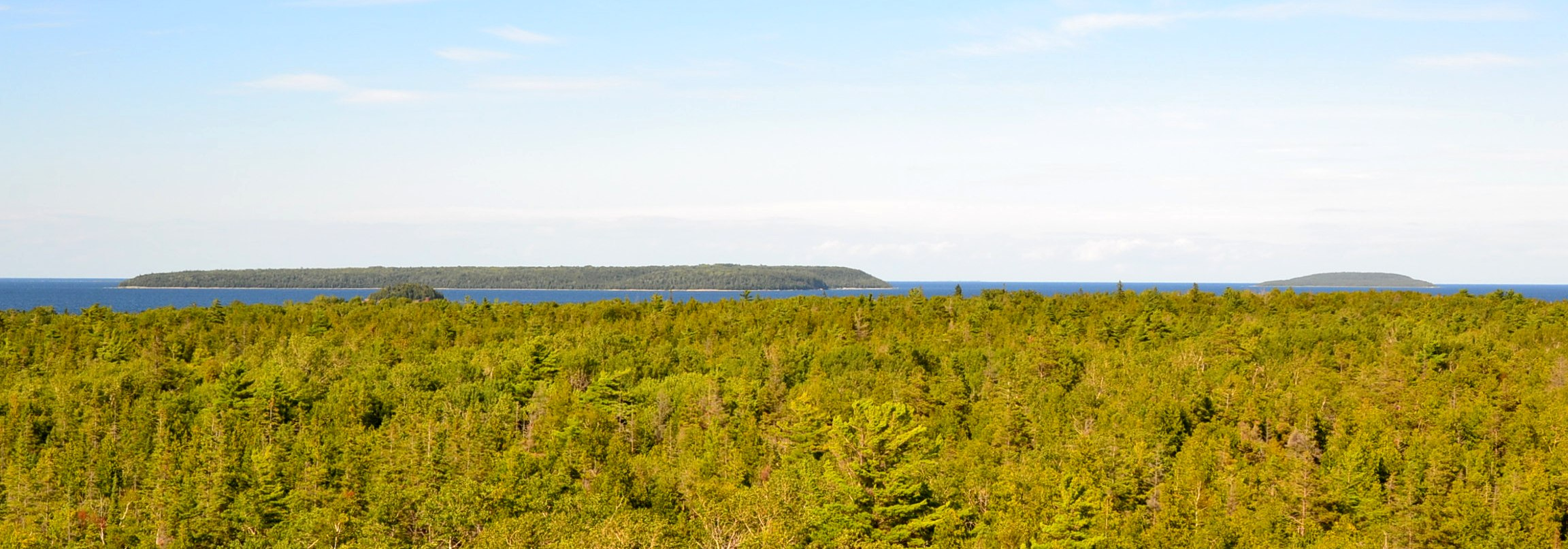
Widok z wieży widokowej koło Visitor Centre (Tobermory) na północny wschód: Flowerpot Island, na jej tle Middle Island, po prawej Bears'Rump Island

Największą wyspą w Parku jest Cove Island. Posiada ona bardzo rozbudowaną linię brzegową z kilkoma głębokimi zatokami i wydatnymi półwyspami. Znajduje się na niej spore jezioro, na którym znajdują się kolejne wysepki. Na północnym cyplu wyspy wznosi się od 1858 r. latarnia „morska”. Drugą co do wielkości i najbardziej znaną jest leżąca na wschód od Cove Island „Doniczkowa Wyspa” – Flowerpot Island o powierzchni ok. 2 km². Koncentruje się na niej większa część ruchu turystycznego Parku. Kolejne co do wielkości wyspy to Bears' Rump Island, Russel Island, North Otter Island, South Otter Island i in. Kilka mniejszych wysp (m.in. Echo Island, Devil’s Island, Doctor Island), pomimo iż leżą w granicach parku, nie należą jednak do niego. Należące do parku wyspy nie są zamieszkane. Wyspę Cove Island wraz z kilkoma mniejszymi wyspami oddziela od wyspy Russella i lądu stałego Devil Island Channel.

## Historia
Wyjątkowe wartości przyrodnicze regionu oraz szczególne osobliwości geomorfologiczne „Wyspy Doniczkowej” przyczyniły się stosunkowo wcześnie do objęcia omawianych terenów ochroną. Już w 1930 r. został powołany Georgian Bay Islands National Park, obejmujący część archipelagu wysp w przedłużeniu Półwyspu Bruce’a, w tym samą Flowerpot Island. W 1972 r. powstał Fathom Five Provincial Park - pierwszy kanadyjski park „podwodny”, powołany celem ochrony spoczywających w jego wodach 20 wraków. W 1978 r. w obręb Parku Narodowego Georgian Bay Islands włączono 8 kolejnych wysp, w tym Cove Island. W 1988 r., poprzez połączenie federalnego parku narodowego oraz prowincjonalnego parku Fathom Five powstał aktualny Narodowy Park Morski Fathom Five. Park został powołany w celu ochrony cennych ekosystemów jeziora Huron oraz zachowania terenów o wyjątkowych walorach estetycznych z trzema latarniami „morskimi” i 21 spoczywającymi w granicach Parku wrakami statków.

## Nazwa
Nazwa parku nawiązuje wprost do tradycji żeglarskich na Huronie oraz do anglosaskich jednostek miar, stosowanych w żegludze. “Fathom” – to po angielsku sążeń – miara długości równa mniej więcej rozstawowi męskich ramion, później ustalona jako równa dwóm jardom lub sześciu stopom angielskim (czyli ok. 1,8 m). Była przez długi czas powszechnie używana w żeglarstwie do pomiaru głębokości wody. Jeszcze dziś pojawia się w opisach np. szlaków żeglugowych na Wielkich Jeziorach. Określenie „Fathom five” – „pięć sążni” - aż do końca XIX w. było synonimem bezpiecznej głębokości dla ówczesnych statków. Pojawia się ono m.in. w romansie pt. „Burza” – jednym z ostatnich dzieł Williama Szekspira. Jedna z postaci tego utworu, Ariel – duch uwolniony z pnia drzewa – w drugiej strofie swej pieśni mówi tak:
Full fathom five thy father lies;
Of his bones are coral made;
Those are pearls that were his eyes;

## Flora
Flora parku jest właściwie identyczna z tą z Parku Bruce Peninsula i liczy blisko 900 gat. roślin. Godne wspomnienia są liczne storczykowate (ponad 40 gatunków), ok. 20 gatunków paproci oraz lokalny gatunek naskalnego porostu – kruszownicy Umbilicaria mammulata.

## Fauna
Fauna Parku Fathom Five obejmuje m.in. 39 gat. ssaków, ok. 270 gat. ptaków, 29 gat. płazów i gadów oraz 50 gat. ryb.

## Turystyka
Park Narodowy fathom Five jest jednym z częściej odwiedzanych parków kanadyjskiej prowincji Ontario. W roku obliczeniowym 2010–2011 odwiedziło go 238 474 gości. Głównym celem wycieczek jest położona na wodach zatoki Georgian ”Doniczkowa Wyspa”.

## Visitor Centre
W sierpniu 2006 r. w Tobermory otwarto wspólne dla parków Fathom Five i Bruce Peninsula centrum recepcyjne (ang. Visitor Centre, projekt: Andrew Frontini z renomowanej pracowni Shore Tilbe Irwin + Partners z Toronto). Wzniesione kosztem 7,82 mln dolarów kanadyjskich mieści ono – oprócz pomieszczeń recepcyjnych, ośrodka informacji dla zwiedzających i sali amfiteatralnej – także bogatą i interesująco urządzoną ekspozycję, poświęconą przyrodzie i historii tego zakątka Kanady.
W pobliżu budynku postawiono drewnianą, wysoką na 20 m wieżę widokową. Widok z niej obejmuje większą część terenów Parku Fathom Five oraz fragment sąsiedniego Parku Bruce Peninsula.
Od Visitors’ centre wygodna ścieżka (dostępna dla osób na wózkach inwalidzkich) długości 0,8 km prowadzi nad brzeg zatoki Little Dunks Bay. Badania archeologiczne wykazały, że ok. 1600 r. w tym miejscu znajdowały się letnie obozowiska Indian Ottawów. Znajduje się tam platforma widokowa, oferująca widok na wysoką na 200 m (z czego 160–170 m pod wodą) krawędź Kuesty Niagary aż po odległy o 21 km przylądek Cabot Head.